# Kopciuszek: W rytmie miłości
Kopciuszek: W rytmie miłości (ang. A Cinderella Story: Once Upon a Song) – amerykańska komedia romantyczna z 2011 roku.

## Fabuła
17-letnia Katie jest zabiegana, przepracowana i na dodatek żyje w strachu, że znowu będzie musiała zmienić rodzinę zastępczą. Żeby tego uniknąć, bez mrugnięcia okiem wykonuje polecenia macochy i przyrodniego rodzeństwa. Utalentowaną wokalnie Katie szczególnie smuci fakt, że musi śpiewać w chórku swojej mało uzdolnionej siostry przyrodniej, Bev Van Ravensway, która stara się o kontrakt płytowy. Prezes Massive Records, Gay Morgan, szuka właśnie nowego, spektakularnego talentu, który ma zostać złowiony na przedstawieniu w Departamencie Sztuki prestiżowej, prywatnej szkoły.

## Obsada
- Lucy Hale jako Katie Gibbs
- Freddie Stroma jako Luke
- Megan Park jako Beverly Van Ravensway
- Missi Pyle jako Gail Van Ravensway
- Matthew Lintz jako Victor Van Ravensway
- Jessalyn Wanlim jako Angela
- Titus Makin Jr. jako Mickey O'Malley
- Manu Narayan jako Ravi / Tony Gupta

i inni

## Ścieżka dźwiękowa
1. „Run This Town” – Lucy Hale – 3:55
2. „Bless Myself” – Lucy Hale – 3:41
3. „Make You Believe” – Lucy Hale – 3:31
4. „Knockin” – Lucy Hale, Freddie Stroma – 2:59
5. „Extra Ordinary” – Lucy Hale – 2:58
6. „Oh Mere Dilruba” – Lucy Hale, Manu Narayan – 3:24
7. „Possiblities” – Lucy Hale, Freddie Stroma – 3:13
8. „Twisted Serenade” – Lucy Hale, Big Pain Ticket – 2:26
9. „Knockin” – Lucy Hale, Oral Majority – 2:28
10. „Crazy Girl” – Lucy Hale, The Co-Writes – 2:56